# Andermatt Konzerthalle
Die Andermatt Konzerthalle ist ein 2019 eröffnetes Gebäude in Andermatt im Schweizer Kanton Uri. Sie wurde gebaut nach einem Entwurf der Architektin Christina Seilern und wird für Konzert- und Kulturveranstaltungen, für Kongresse und private Anlässe genutzt.

## Architektur
Die Andermatt Konzerthalle wurde vom Studio Seilern Architects unter der Leitung von Christina Seilern konzipiert und von Andermatt Swiss Alps und Besix erbaut. Die Akustik und das Saalkonzept wurden von Kahle Acoustic und dUCKS scéno erstellt.
Die Halle hat, abhängig von der Bühnengrösse, bis zu 650 Sitzplätze und einen Innenausbau aus Holz. Der Bau ist architektonisch mit dem Radisson Blu Hotel Reussen, Andermatt, verbunden.
Die Andermatt Konzerthalle wurde mit mehreren Preisen ausgezeichnet: Architizer A+Award (Kategorie Kulturhalle/Theater 2022), Civic Trust Award und International Architecture Award.
Die Halle kann durch die flexible Raumgestaltung verschieden genutzt werden.

### Konzerthalle
Der Konzertsaal wurde 2019 mit einem Konzert der Berliner Philharmoniker eröffnet. Er verfügt über hölzerne Akustikpaneele, drei bewegliche Reflektoren und eine flexible Bühne. Hauptveranstalter ist Andermatt Music.

### «Swiss Orchestra»
Das Swiss Orchestra ist das Residenzorchester der Andermatt Konzerthalle.